# ジョルダーノ・ブルーノ
ジョルダーノ・ブルーノ（イタリア語: Giordano Bruno, 1548年 - 1600年2月17日）は、イタリアの哲学者、ドミニコ会の修道士。

## 生涯

### ナポリ時代（1548年–1575年）
1548年にナポリ王国のノーラ（現在のイタリア・カンパニア州）で生まれた。もともとはフィリッポ・ブルーノ (Filippo Bruno) という名前であり、父ジョヴァンニ・ブルーノは兵士であった。1562年、14歳のときナポリに移り、ナポリ大学で学んだ。1565年、17歳でドミニコ会に入会、ジョルダーノを名乗った。1572年に司祭に叙階され、1575年にはトマス・アクィナスおよびペトルス・ロンバルドゥスについての論文によって神学博士となった。
ブルーノがトマス・アクィナスへ向けた尊敬は生涯にわたるものであったが、ナポリ時代にすでに独自の思想を育みはじめていた。エラスムス、偽ディオニシウス・アレオパギタ、ニコラウス・クザーヌス、ライムンドゥス・ルルスなどの神学者たち、プラトンおよび新プラトン主義（プロティノス、ポルピュリオス、イアンブリコス、プロクロスなど）やエピクロス主義（とくにルクレティウス）やピュタゴラス主義やセネカといった古代哲学、さらにはヘルメス主義、アヴィケブロンやクレスカスなどのユダヤ人哲学者の思想やカバラ、アヴェロエスはじめアラビア思想、フィレンツェ・プラトン主義（マルシリオ・フィチーノ、ピコ・デラ・ミランドラ）というように、ブルーノの哲学思想の源泉は多岐にわたっている。後年は一貫して批判し続けるアリストテレスについても、ナポリ時代に熱心に研究し、多くのことを学んだ。

### 放浪時代（1576年–1592年）
1576年、異端の嫌疑をかけられたブルーノは、異端審問所の追及を逃れようとナポリを離れ、しばらくのローマ滞在を経て、北イタリア各地で文法や天文学などを教えながら放浪生活を送った。1578年にはアルプス山脈を越えてフランスに入り、翌1579年にはスイスのジュネーヴに滞在した。ジュネーヴ大学に在籍し、一時的にカルヴァン派に接近するが、改宗までしたかどうかは定かでない。また、すぐにジュネーヴ大学のカルヴァン派哲学者と論争を巻き起こし、名誉毀損で訴えられて有罪となり、ジュネーヴを離れた。同年、トゥールーズに移ったブルーノは、トゥールーズ大学の正規の講師となり、アリストテレス『魂について』の講読註解をおこなった。以後、2年近くをトゥールーズで過ごした。
1581年、パリに移住し、優れた記憶力が話題となって、フランス国王アンリ3世とも会見した。ソルボンヌ大学で正規の教授職を得ることはできなかったが、翌1582年に王立教授団（コレージュ・ド・フランスの前身）の講師に任命された。1583年、ブルーノはアンリ3世の推薦書を持ってイギリスに赴き、オックスフォード大学での教授職を得ようとしたが、同地で受け入れられず、イギリスで教壇に立つという望みは果たされなかった。だが、ロンドンに滞在する2年半のあいだに、ブルーノ前半期の主著とされる6つの対話篇『聖灰日の晩餐』『原因・原理・一者について』『無限・宇宙・諸世界について』『傲れる野獣の追放』『天馬のカバラ』『英雄的狂気』を上梓した。
1585年、パリに戻ったが、アリストテレスの自然哲学を批判した120のテーゼが問題とされた上、数学者ファブリツィオ・モルデンテとの裁判に巻き込まれ、ドイツへと去った。ドイツではマールブルク大学での教授職は得られなかったが、ヴィッテンベルク大学での教授許可を得ることができ、アリストテレスについて2年間講義した。1588年にヴィッテンベルクを去り、今度はボヘミアのプラハに現れた。そこでルドルフ2世に300テーラーという年俸を保証されたが、教授職は得られなかった。どうしても教壇に立ちたいブルーノはヘルムシュタットに移ったが、ルター派の権威者たちの反感を買い、ここも立ち去ることになった。
1591年、放浪を繰り返していたブルーノはフランクフルト・アム・マインにいた。ブルーノ後半期の主著とされる3部作『三つの最小者について』『モナド論』『測り知れざる巨大者について』はこのとき刊行された。同年、ブルーノは、ヴェネツィアの貴族ズアン・モチェニゴから記憶術の指南を受けたいという招請を受けた。モチェニゴ家はヴェネツィアでも屈指の大貴族であり、ブルーノはイタリアに戻る決意をした。ヴェネツィアに向かう途中、パドヴァに滞在し、空席となっていたパドヴァ大学の数学教授の座を得ようとするも、結局ガリレオ・ガリレイに教授職を持っていかれてしまった。ヴェネツィアに来たブルーノは、モチェニゴの家庭教師を2か月つとめた。だが、そのモチェニゴによって訴えられ、1592年、ヴェネツィア官憲によって逮捕された。さらに、ブルーノのことを聞きつけた異端審問所が介入し、最終的にローマの異端審問所に引き渡された。

### ローマ時代（1593年–1600年）

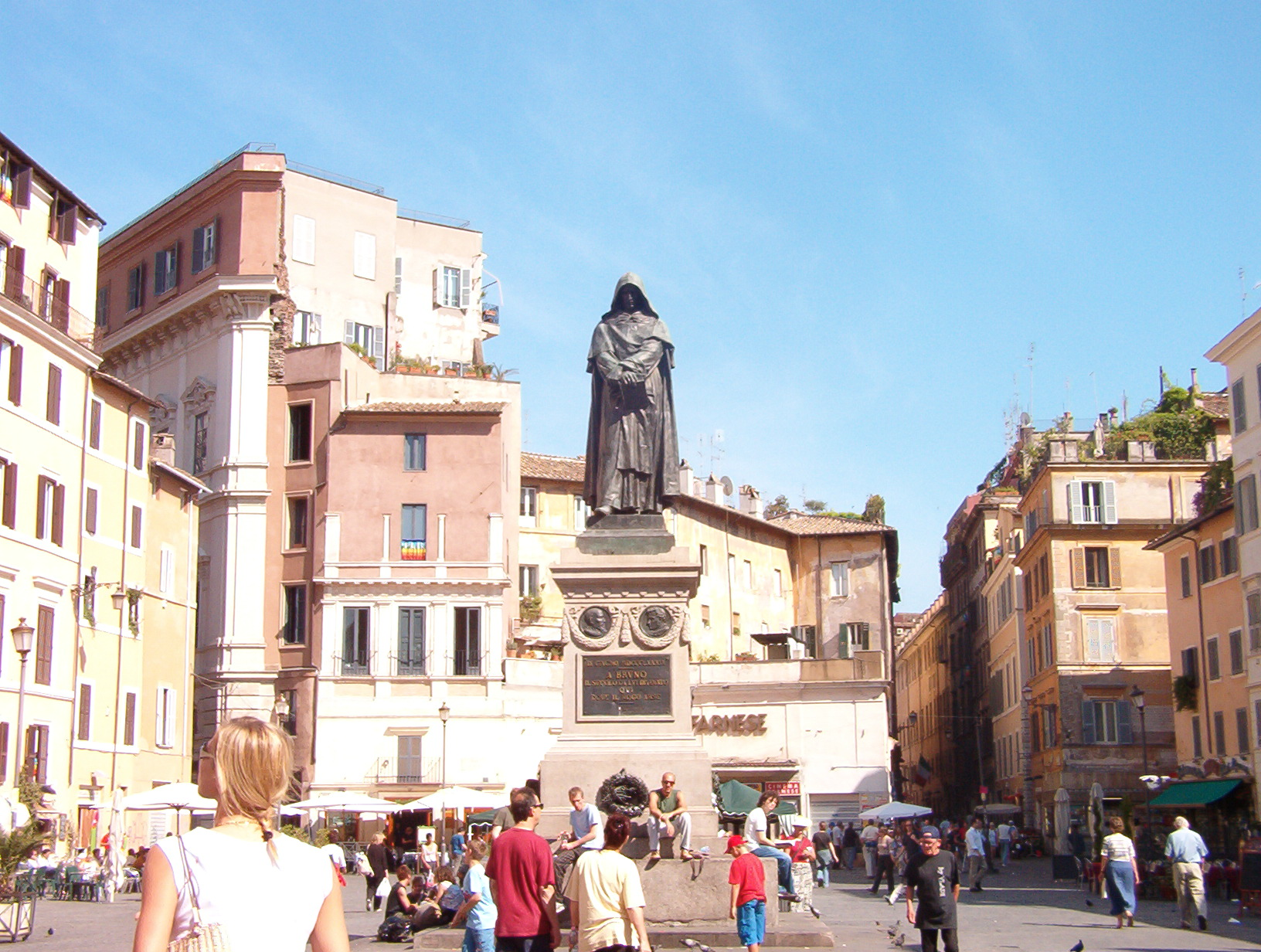
処刑されたカンポ・デ・フィオーリ広場にあるブルーノ像

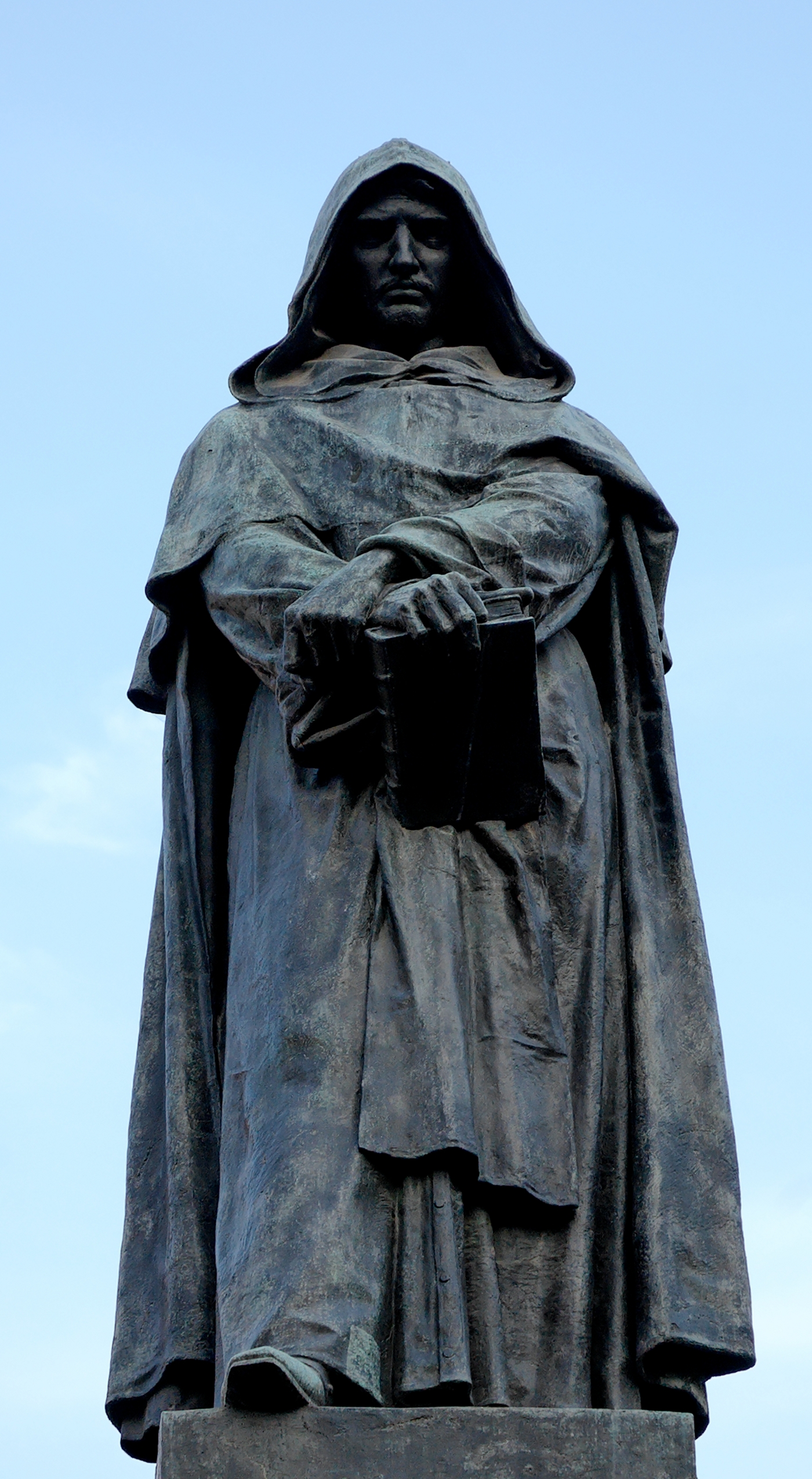
同上

1593年にローマに移されて以降、裁判はなかなか実施されず、ブルーノは7年を獄中で過ごした。彼への告発理由は瀆神、不道徳な行為、教義神学に反する教説であり、ブルーノの哲学と宇宙論にみられるいくつかの点も問題とされた。ブルーノは教皇クレメンス8世に直接面会して自説の一部を撤回することを明言すれば嫌疑は晴れると考えていたが、クレメンス8世はこれを拒絶し、異端審問の開始を命令した。
異端審問が行われると、当時の異端審問所の責任者であった枢機卿のロベルト・ベラルミーノはブルーノに対し、自説の完全な撤回を求めたが、断固としてこれを拒絶した。結果、罪状は24に上り、上記に加えて魔術・占術の信奉、マリアの処女性の否定、輪廻説の支持などが挙げられた。
しかし、彼が最後まで撤回しなかったのはこのうち2点だけであり、そこには「この世界の中心は地球でも太陽でもない、他にも無数の星がありその周囲を惑星が回っている」という近代以降の宇宙観を先取りするものが含まれていたが、これは地球だけが神の造った唯一の世界であるとするキリスト教の考えに反していた。
1600年1月8日、ベラルミーノはブルーノを異端とし死刑判決を下した。同年2月17日、ローマ市内のカンポ・デ・フィオーリ広場に引き出されたブルーノは火刑に処された。処刑の様子はブレスラウの学生ガスパール・ショップ（Gaspar Schopp）が目撃し、家族へ送った手記により後世に伝えられている。それによると、ブルーノは処刑を宣告する執行官に対して「私よりも、宣告を申し渡したあなたたちの方が真理の前に恐怖に震えているじゃないか」と言い、結果舌枷をはめられた。さらに、刑の直前に司祭が差し出した十字架へは侮蔑の一瞥をくれただけで顔を背け、死の際には1つも声を発さなかったという。遺灰はテヴェレ川へ投げ捨てられ、遺族に対しては葬儀ならびに墓の造営も禁じられた。

## 死後
ブルーノの著作のすべては1603年に禁書目録に加えられた。それでも、著作のほとんどはパリ、ロンドン、フランクフルトなどのイタリアの外で出版されていたため、わずかではあったが流通しつづけた。
17世紀から18世紀にかけては、ピエール・ベールやマラン・メルセンヌが、著作のなかでブルーノ哲学をとりあげた。ヨハン・ベルヌーイはゴットフリート・ライプニッツ宛の書簡で、ルネ・デカルトの渦動説がブルーノ宇宙論の剽窃だと書いた。アイルランドの哲学者ジョン・トーランドは、ブルーノの著作を英訳出版し、積極的な普及活動を行った。彼の影響もあってか、フランスでは匿名の自由思想家によって地下文書『ジョルダーノ・ブルーノ復活』が書かれ、広く読者を得た。
19世紀には、ドイツでの汎神論論争のなかで『原因・原理・一者について』の抜粋がドイツ語訳され、ドイツ語圏の哲学者たちの関心を惹くことになった。なかでもフリードリヒ・シェリングは、ブルーノを主人公とした対話篇『ブルーノ』を著した。また、リソルジメントが高揚するなかで、イタリアでもブルーノへの関心が高まり、著作集の編纂や伝記考証など実証研究が行われるようになった。
ブルーノが完全に名誉回復されたのは、20世紀に入ってからである。カトリック教会の歴史における負の遺産の清算を訴えた教皇ヨハネ・パウロ2世のもとで、ブルーノに対する裁判過程が再検証され、「処刑判決は不当であった」という判断が下された。この動きはもともとナポリ大学の神学部のドメニコ・ソレンティーノ教授らによって始められたもので、これによって1979年、カトリック教会は公式に異端判決を取り消した。

## ブルーノと宇宙論

### 当時の人々の宇宙観
16世紀の後半、コペルニクス・モデルはヨーロッパ全域で知られるようになっていた。ブルーノはニコラウス・コペルニクスが観察よりも数学的整合性を重要視したことを批判していたが、地球が宇宙の中心ではないという点についてはコペルニクスに賛同していた。ただブルーノはコペルニクスの理論の中にある「天界は不変不朽で地球や月とは異なった次元のものである」という意見には賛同しなかった。ブルーノは「世界の中心は地球か太陽か」などという議論を超越し、3世紀のプロティノスやさらに後の時代のブレーズ・パスカルのような思想、すなわち宇宙の中心などどこにも存在しないという立場にたっていた。
ブルーノの在世時、コペルニクスのモデルにはまだまだ欠陥が多く、天動説の方が明快に説明できることが多かったため、コペルニクスの説に賛同した天文学者はほとんどいなかった。わずかにミヒャエル・メストリン（1550年 - 1631年）、クリストフ・ロスマン（1550年代 - 1600年以降）、トーマス・ディッグス（1546年 - 1595年）などが挙げられる程度である。ヨハネス・ケプラー（1571年 - 1630年）とガリレオ・ガリレイ（1564年 - 1642年）はまだまだ若く無名の存在だった。ブルーノは本当の天文学者とはいえないが、もっとも早い時期に地球中心説を退けてコペルニクスの世界観を受け入れた著名人であった。1584年から1591年にかけて執筆した著作の中でブルーノは盛んにコペルニクスを擁護している。
アリストテレスとプラトンは、宇宙は完全な球体であり、さまざまな球体が入れ子構造になっていて回転していると考えた。その回転力を与えているのは超越的な神であり、神は宇宙とは別次元に存在しているとされた。恒星は最も外側の天球に貼り付けられており、全宇宙の中心こそが地球であるというのが2人の宇宙観であった。プトレマイオスは恒星を1,022個数え、48の星座に分類している。惑星もそれぞれ透明な球体の上にあって運動していると考えられていた。
コペルニクスの宇宙論も決して完全なものではあったわけではなく、古代以来の概念を多く継承していた。たとえばプトレマイオスからは惑星が球面上に固定されているという考え方を受け継いでいたが、その不可解な動きの原因は地球の公転であることは見抜いていた。また、コペルニクスは宇宙には不動の中心が存在するという概念も持ち続けていたが、中心にふさわしいのは地球よりも太陽であると考えていた。恒星はかつて天球上に貼り付けられているため地球から等距離にあると信じられていたが、そのことについてコペルニクスは特に言及していない。

### ブルーノの宇宙論
ブルーノの主張でもっとも画期的だったものは「地球自体が回転しており、それによって地球上からは見かけ上天球が回転しているように見える」ということであった。ブルーノはまた、「宇宙が有限であること」あるいは「恒星は宇宙の中心から等距離に存在している」と考える理由はないとした。
ブルーノの宇宙論は先行するトーマス・ディッグスの1576年の著作『天界論』(A Perfit Description of the Caelestial Orbes) とも共通する部分がみられるが、ディッグスは中世において信じられていたように、恒星天の外側が神と天使の世界であると考えていた。またディッグスは宇宙の中で地球だけが生命と知性の存在しうる場所であること、不変の天界に対して地球だけが変化する世界であると考えた。
1584年、ブルーノは二つの重要な著作を出版した。ブルーノはその著作の中で惑星が天球の上に階層をなして存在しているという説を批判した。2年後の1586年にロスマンが同様の主張を行い、さらに1587年にはティコ・ブラーエも続いた。ブルーノは無限宇宙が「純粋気体」で満たされていると考えた。これは後に創案される「エーテル」概念のはしりであり、この気体は惑星や恒星の動きに一切影響を及ぼすことはないとされた。ブルーノの宇宙論で特筆すべきことは、それまで信じられていた宇宙が特定の中心から広がる階層球によって成り立っているという考え方を否定し、地球も太陽も宇宙の1つの星にすぎないと主張したことにあった。
地球だけが特別な星であるという当時の常識に挑戦するかのように、ブルーノは神が宇宙の一部だけに特別に心を配ることはないと考えた。彼にとって神とは心の中に内在する存在であって、宇宙のどこかにある天国にいて地球を見ているものではなかった。
ブルーノは四元素説（水、気、火、土）は信じていたものの、宇宙が特別な物質でできているのではなく地球とおなじ物質からなっているとし、地球上でみられる運動法則が宇宙のどこでも適用されると考えた。さらに宇宙と時間は無限であると考えていたことは、宇宙の中で地球だけが生命の存在できる空間であるという当時のキリスト教的宇宙観を覆すものとなった。
このような考え方に従うなら、太陽も決して特別な存在でなく、あまたある恒星の1つにすぎないことになる。ブルーノは太陽を惑星が囲む太陽系のようなシステムは宇宙の基本的な構成要素であると考えた。ブルーノにしてみれば神が無限の存在である以上、無限の宇宙を創造することはなんらおかしなことではないということであった。ブルーノはアリストテレス以来、伝統的に信じられてきた「自然は真空を嫌う」ことを信じていたため、宇宙にある無数の太陽系の間はエーテルによって満たされていると考えていた。彗星は神の意志を伝える役割をもって天界から到達するというのもブルーノのアイデアであった。
ブルーノの宇宙論の特徴は宇宙の無限性と同質性の提示、さらに宇宙には多くの惑星が存在していると考えたことにあったといえる。ブルーノにとって宇宙とは数学的計算によって分析できるものでなく、星達の意志によって運行しているものであった。このようなアニミズム的宇宙観はブルーノの宇宙論のポイントの1つである。
ブルーノの自然観の特徴的な点に、上記のような生気論的な宇宙観と原子論の融合が挙げられる。彼にとって、星辰や鉱物をふくむ全ての自然の事物は生きいるが、それらの事物は同時にそれぞれに固有の原子によって構成されている。古代の原子論者デモクリトスの唱えたものと異なり、ブルーノの原子は内的な原理によって賦活された「生きている粒子」であった。

## ブルーノに関連する事物
月の北緯36度、東経103度にはジョルダーノ・ブルーノと名づけられた直径20 kmのクレーターがある。このクレーターは1178年にイングランドの修道士によって目撃・記録された、隕石の衝突によってできたものと考えられていたが、2007年に打ち上げられた日本の月探査機かぐやの観測によって、実際には100万年から1,000万年前に形成されたことが明らかになった。しかし、月面にある直径10 km以上のクレーターの中で最も新しいことに変わりはない。

## 日本語文献

### 著作の訳書
- 『無限、宇宙と諸世界について』清水純一訳、現代思潮社〈古典文庫〉、1967年。
- 『無限、宇宙および諸世界について』清水純一訳、岩波書店〈岩波文庫〉、1982年4月。ISBN 4-00-336601-8。上記を改訳、度々復刊
- 『ジョルダーノ・ブルーノ著作集』各・加藤守通訳、全7巻。
  - 『カンデライオ』加藤守通訳、東信堂〈ジョルダーノ・ブルーノ著作集 1〉、2003年7月。ISBN 4-88713-500-9。
  - 『聖灰日の晩餐』加藤守通訳、東信堂〈ジョルダーノ・ブルーノ著作集 2〉、2022年11月。ISBN 4-7989-1774-5。
  - 『原因・原理・一者について』加藤守通訳、東信堂〈ジョルダーノ・ブルーノ著作集 3〉、1998年4月。ISBN 4-88713-290-5。
  - 『無限・宇宙・諸世界について』加藤守通訳、東信堂〈ジョルダーノ・ブルーノ著作集 4〉、2024年11月。ISBN 978-4-7989-1927-0。
  - 『傲れる野獣の追放』加藤守通訳、東信堂〈ジョルダーノ・ブルーノ著作集 5〉、2013年9月。ISBN 4-88713-691-9。
  - 『天馬のカバラ』加藤守通訳、東信堂〈ジョルダーノ・ブルーノ著作集 6〉、2023年8月。ISBN 4-79891863-6。
  - 『英雄的狂気』加藤守通訳、東信堂〈ジョルダーノ・ブルーノ著作集 7〉、2006年6月。ISBN 4-88713691-9。

### 研究書
- 清水純一『ジョルダーノ・ブルーノの研究』創文社、2003年11月（原著1970年3月）。ISBN 4-423-17022-1。のち講談社「創文社オンデマンド叢書」
- 清水純一『ルネサンスの偉大と頽廃　ブルーノの生涯と思想』岩波書店〈岩波新書〉、1972年。
- 根占献一編・共著、伊藤博明・伊藤和行・加藤守通『イタリア・ルネサンスの霊魂論　フィチーノ・ピコ・ポンポナッツィ・ブルーノ』三元社、1995年9月。ISBN 4-88303-028-8。 - 加藤守通「第4部 ジョルダーノ・ブルーノ」[6]
- ヌッチョ・オルディネ『ロバのカバラ　ジョルダーノ・ブルーノにおける文学と哲学』加藤守通訳、東信堂、2002年6月。ISBN 4-88713-439-8。
- ハンス・ブルーメンベルク『近代の正統性III 時代転換の局面』村井則夫訳、法政大学出版局〈叢書・ウニベルシタス 608〉、2002年6月。ISBN 4-588-00608-8。
- フランセス・イエイツ『ジョルダーノ・ブルーノとヘルメス教の伝統』前野佳彦訳、工作舎、2010年5月。ISBN 978-4-87502-429-3。
- 岡本源太『ジョルダーノ・ブルーノの哲学』月曜社〈古典転生 第7巻〉、2012年3月。ISBN 978-4-901477-92-5。 - 附録：ジェイムズ・ジョイス「ブルーノ哲学」「ルネサンスの世界文学的影響」。